# Iga no Tsubone
Iga no Tsubone (jap. 伊賀局 Iga no Tsubone; zm. w XIV wieku) – dama dworu na dworze cesarza Go-Daigo, znana z wielkiej siły.

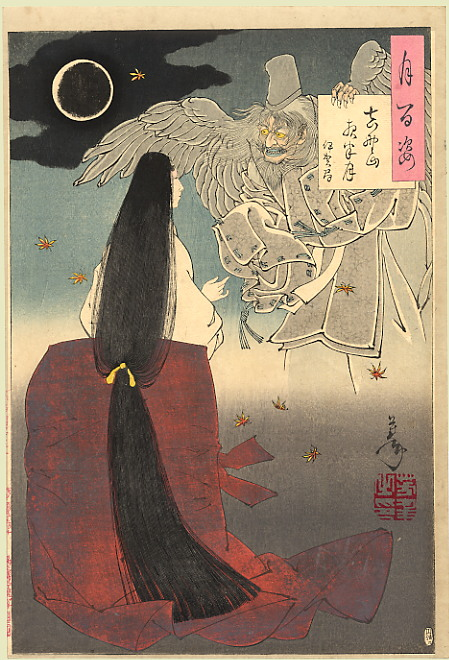
O północy przy księżycu na górze Yoshino. Iga no Tsubone rozmawia z duchem Kiyotaki Sasakiego, ilustracja aut. Yoshitoshiego.

Córka Shinozuki Igi no Kami – wasala Nitty Yoshisady, również znanego siłacza. Wyszła za mąż za Kusunoki Masanori, syna Kusunoki Masashige.
Z Igą no Tsubone związane są dwie legendy. Pierwsza z nich powstała na kanwie ucieczki Renshi no Fujiwary – żony (nyoin) cesarza Go-Daigo – z Kioto do Yoshino po tym, jak cesarska siedziba została zaatakowana przez siły Kō no Moronao. W drodze okazało się, że rzeka Yoshino (obecnie Kinokawa) wezbrała, stając się trudna do przekroczenia; widząc to, Iga no Tsubone wyrwała drzewo, przerzuciła je przez rzekę, a następnie po improwizowanym moście przeniosła na drugi brzeg cesarską małżonkę.
Druga związana jest z postacią Kiyotaki Sasakiego, dworzanina i doradcy cesarza Go-Daigo. Jego nietrafne rady doprowadziły do porażki lojalistów w bitwie nad rzeką Minato, w związku z czym otrzymał rozkaz popełnienia seppuku. Duch Kiyotaki nawiedzał pałacowe ogrody, przeklinając cesarza i jego doradców. Iga no Tsubone spotkała się z duchem i przekonała co do słuszności kary, kładąc kres nawiedzeniu.
Legendy o Idze no Tsubone stały się tematem w ukiyo-e, jak również netsuke. Inspirowane nimi drzeworyty tworzyli m.in. Yashima Gakutei, Tsukioka Yoshitoshi i Chikanobu Toyohara.